# فضاء دالي
الفضاء الدالي (بالإنجليزية: Function space)‏، بصفة عامة، هو مجموعة تطبيقات، بخصائص معينة، منطلقها من مجموعة معروفة {\displaystyle X} ومستقرها في مجموعة معروفة {\displaystyle Y}. تستعمل هذه التسمية في التحليل الدالي لوصف فضاءات بمميزات خاصة في الرياضيات، تكون فضاءات طوبولوجية أو فضاءات متجهية.

## في التحليل الدالي
- فضاء شفارز للدوال الانحدارية من الرتبة {\displaystyle {\mathcal {C}}^{\infty }}، أي الدوال السريعة الانحدار والقابلة للاشتقاق إلى ما لا نهاية، هي ومشتقاتها.
- الفضاء الثنائي الطوبولوجي لفضاء شفارز.
- {\displaystyle {\mathcal {K}}(\mathbb {R} )} فضاء الدوال المتصلة ذوات الحوامل المتراصة، والمزود معيار التقارب المنتظم.
- {\displaystyle {\mathcal {B}}(\mathbb {R} )} فضاء الدوال المتصلة المحدودة بقيم عليا ودنيا.
- {\displaystyle {\mathcal {C}}_{0}(\mathbb {R} )} فضاء الدوال المتصلة التي تؤول إلى القيمة صفر في مالانهاية.
- {\displaystyle {\mathcal {C}}^{\infty }(\mathbb {R} )} فضاء الدوال الناعمة من الرتبة {\displaystyle C^{\infty }}، أي القابلة للاشتقاق إلى كل الرتب الممكنة في {\displaystyle \mathbb {N} } والتي تكون مشتقاتها متصلة.
- {\displaystyle {\mathcal {D}}(\mathbb {R} )} فضاء الدوال الناعمة من الرتبة {\displaystyle C^{\infty }} ذوات ذوات الحوامل المتراصة.
- {\displaystyle {\mathcal {O}}_{U}} فضاء الدوال التامة الشكل المعرفة في جزء مفتوح {\displaystyle \mathbb {U} } من المستوى العقدي {\displaystyle \mathbb {C} } والقابلة للاشتقاق في أي نقطة من {\displaystyle \mathbb {U} } (وبالضرورة قابلة للاشتقاق إلى مالانهاية حسب مبرهنة كوشي).
- {\displaystyle W^{k,p}\,} فضاء سوبوليف وهي فضاءات متجهية لدوال ولمشتقاتها حتى الرتبة {\displaystyle k}، مزودة بمعيار {\displaystyle L^{p}}، وهو بالضرورة فضاء باناخ.
- فضاء التطبيقات التآلفية المتعددة التعريف.
- {\displaystyle H^{2}(\mathbb {D} )} فضاء هاردي، فضاء الدوال التحليلية المعرفة على كرية الوحدة {\displaystyle \mathbb {D} } ضمن المستوى العقدي.